# رموز صربيا
رموز صربيا أو الرموز الوطنية لصربيا هي جميع العلامات و الشعارات التي وضعتها صربيا لتميِّز وحدتها الوطنية عن الدول الأخرى.

## قائمة رموز صربيا

### علم صربيا

علم صربيا.

«علم صربيا» هو العلم الرسمي لدولة صربيا وهو ثلاثي أفقي متكون من ثلاث ألوان، وهم الأحمر في الثلث الأعلى للعلم، والأزرق يتوسطه، والأبيض في الأسفل. وتأخذ عدة دول سلافية هذه الألوان الثلاثية التي ترمز في الأعلام إلى القومية السلافية، مثل روسيا سلوفانيا وسلوفاكيا. يضاف إلى العلم شعار صربيا، ليصبح علم الدولة الصربية الرسمي.

### شعار صربيا

شعار صربيا.

«شعار صربيا» هو من أقدم الشعارات النبالة في أوروبا من 1882 ثم تم تغير في 2005 وهو من رموز صربيا الوطنية. ويمثل الصقر قوة الجيش الصربي.

### نشيد صربيا

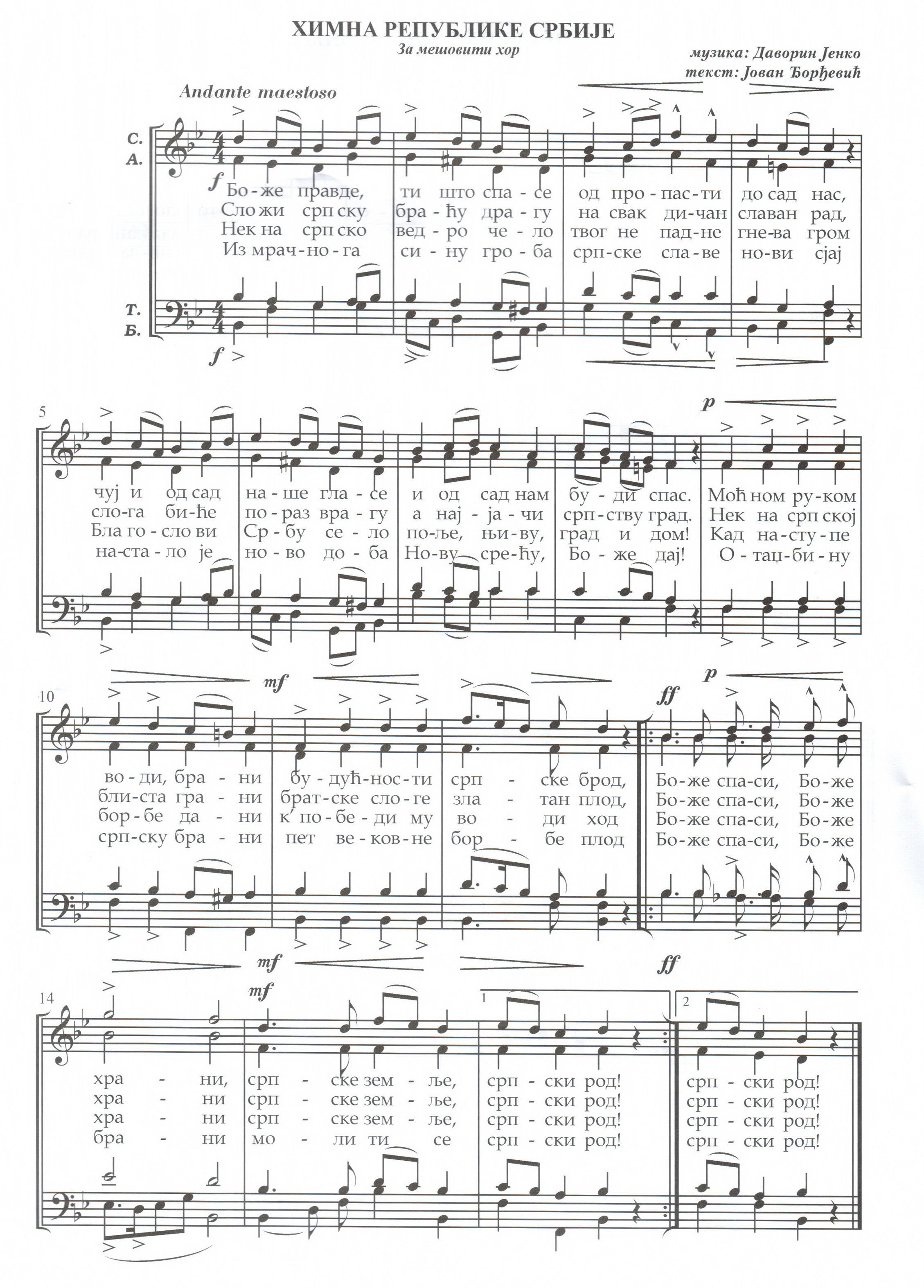
نشيد صربيا مدون.

«نشيد صربيا الوطني» أو النشيد الوطني الصربي هو نشيد وطني ممثل لدولة صربيا وهو أحد رموز صربيا.

### عملة صربيا

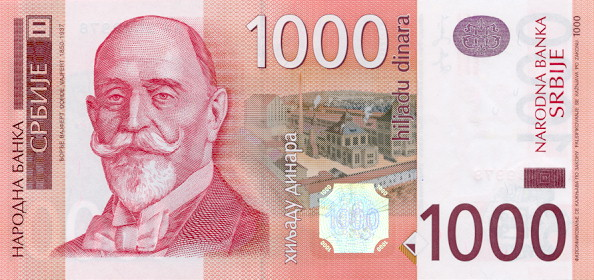
دينار صربي.

«الدينار الصربي» هو العملة الرسمية لصربيا وينقسم إلى 100 بارا، أصدر الدينار الصربي الحديث عام 2003 خلفاً للدينار اليوغسلافي، ويرجع استخدام الدينار الصربي إلى القرون الوسطى حيث سك ملوك الصرب دنانير من العملات فضية.